# 城願寺 (神奈川県湯河原町)
城願寺（じょうがんじ）は、神奈川県足柄下郡湯河原町にある曹洞宗の寺院。山号は万年山。

## 概要
平安時代末期から鎌倉時代初期の武将土肥実平の草創と伝える。その後衰退していたが、南北朝時代に土肥実平の末裔の土肥兵衛入道が、清拙正澄（大鑑禅師）の弟子の禅僧雲林清深を開山に招請して再興。もと密教寺院だったものを臨済宗に改め、清拙正澄を勧請開山（名目上の開山）とした。その後ふたたび衰退したが、戦国時代に大州育守（鎌倉海蔵寺三世）が再興し、曹洞宗に改宗した。
土肥一族墓所や、石橋山の戦いで源頼朝と共に逃げのびた頼朝七騎が祭られた七騎堂が境内にある。

## 文化財
天然記念物（国指定）
- 城願寺のビャクシン - 樹齢推定800年

神奈川県指定史跡
- 土肥一族墓所 - 多数の石塔のなかには、嘉元2年（1304年）銘の五重石塔、永和元年（1375年）銘の宝篋印塔などを含む。

## ギャラリー

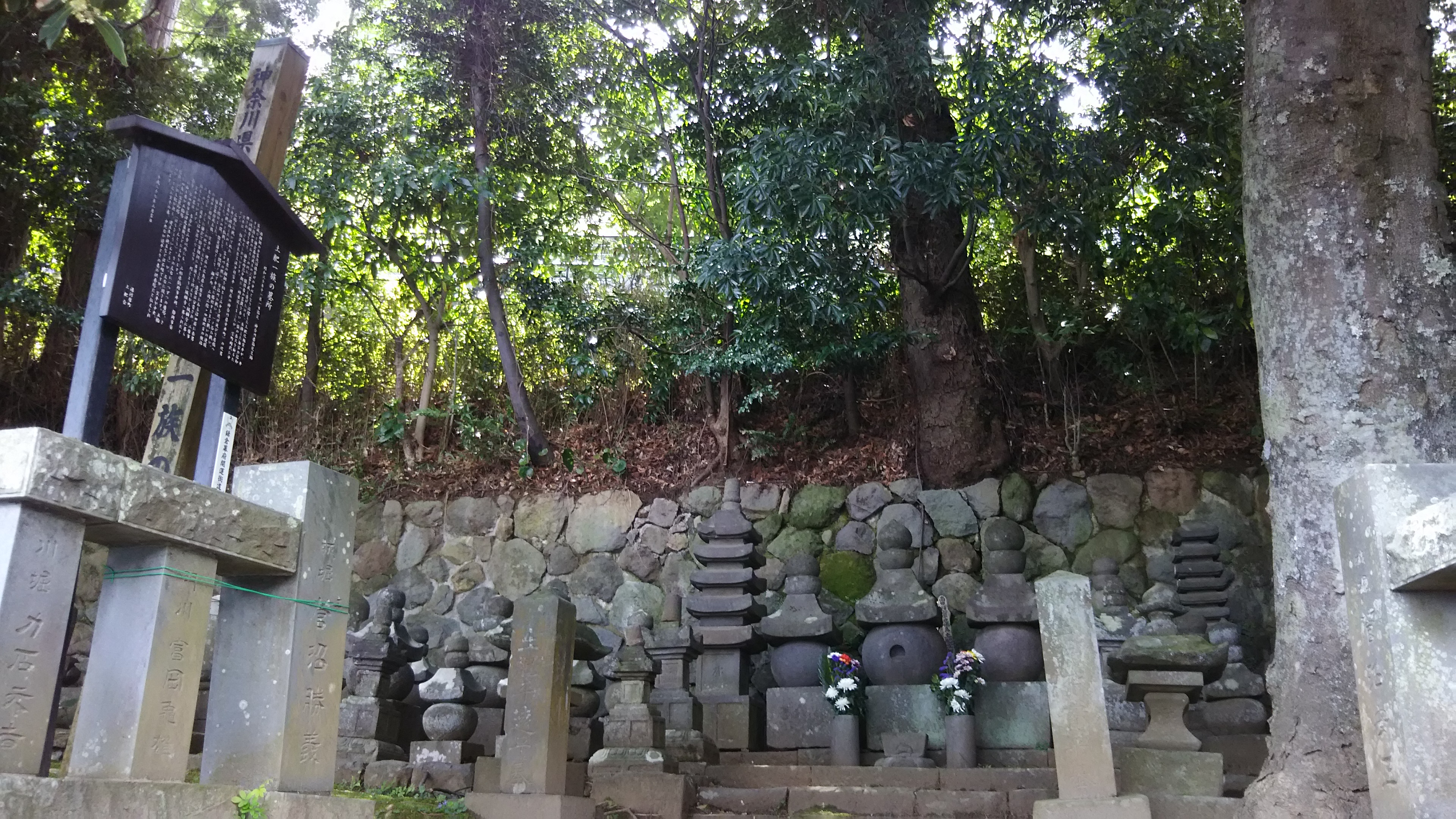
土肥一族墓所、向かって右が実平、左が遠平。
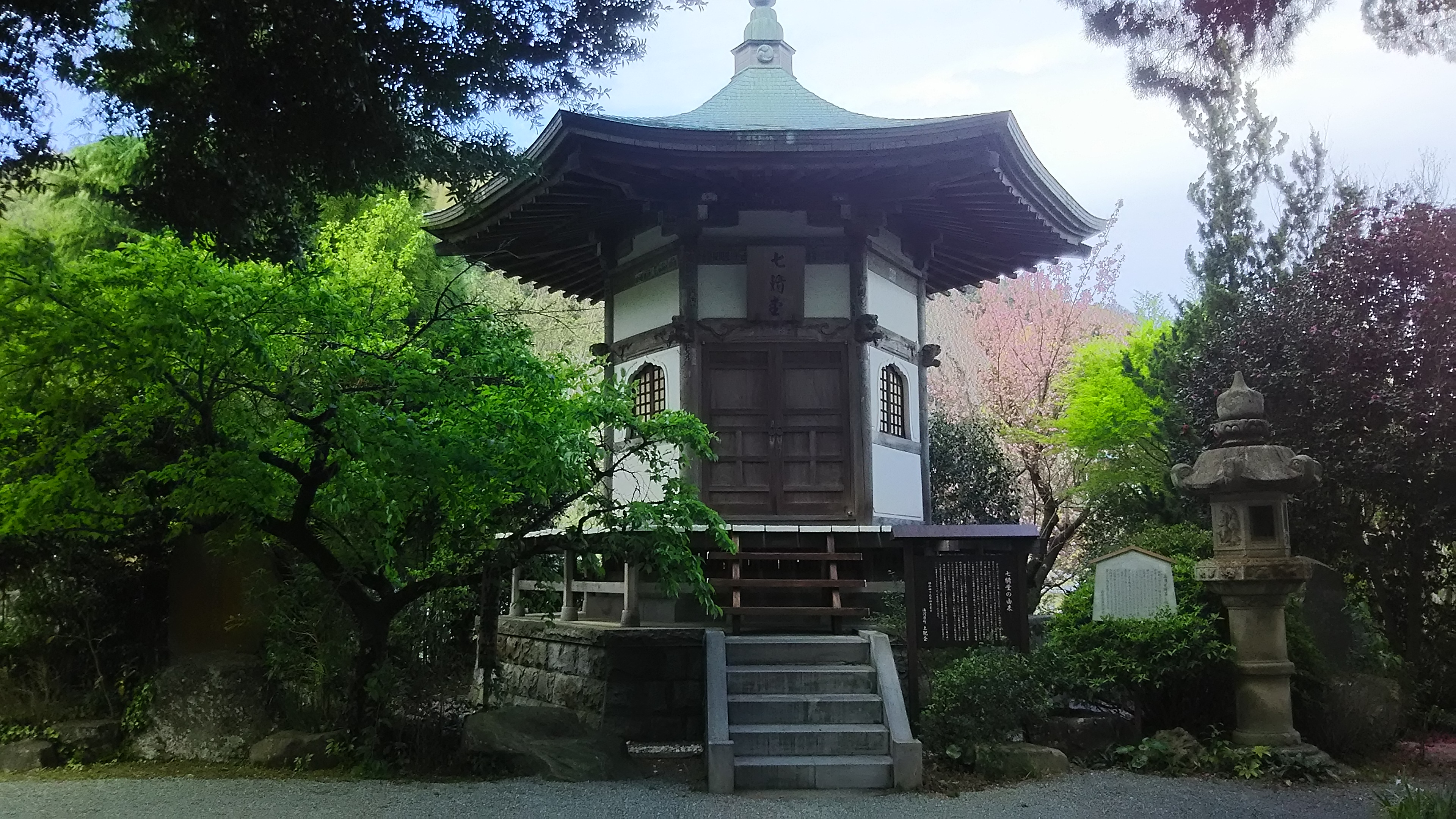
七騎堂、石橋山の戦いに敗れた頼朝主従七騎の像を祭る

## 交通
- 湯河原駅より徒歩5分